# フランク・シュバルバホス
フランク・シュバルバホス （1952年12月12日 - ）は、ドイツの緑の党出身の政治家で、ヘッセン州議会、ヨーロッパ議会の元議員である。

## 教育と仕事
高校を卒業し兵役を終えたシュバルバホスは、マーブルクの大学で人文学を学び、1981年に卒業した。彼はブリュッセル在住で、娘がいる。

## 政治

### 前政党活動
学生時代からシュバルバホスは政治活動を行っていた。1979/80年はマーブルク大学の学生議会の議長で、ドイツで初めての緑の集団（GBAL）、学生緑の政府（AStA）を設立した。また、ドイツ連邦での人権に関する“第三回ラッセル法廷”や、“報道されないニュースのためのニュースサービス”などにも関わった。

### 政党活動
1978年シュバルバホスはGLWやGLHのような、緑の党の前身の団体の設立にかかわった。1980年にはドイツ緑の党の設立にかかわった。1981/82年にはヘッセン州の緑の党の議長となり、2人いる党の総裁の一人だった。彼は緑の党の中でも急進派の”fundis”の代表であると考えられていた。
1982年12月～1983年8月の期間、ヘッセン州の州議会の議員を務めた。この会議中、ドイツの議会における緑の党可決法案第一号である、教員教育（養成）に関する法案を起案した。
アメリカ政府がドイツに新製核ミサイルを設置しようとするのに対して、ドイツ国民は反対の意思を表明していた。このときシュバルバホスはヴェスバーデンでの議会の歓迎会中にアメリカ将官のポール・S・ウィリアムスのメダルに自身の血をかけることによって国民の意思を代弁した。この行為はかなりの議論を醸し出し、多くのマスコミが彼を批判したのに対し、緑の党の大部分の人間と、平和活動団の代表者たちからは賞賛された。
1984年から87年の間、ヨーロッパ議会の議員を務めた。請願委員会の代表議長を務め、86/87年は、その時代虹のグループと呼ばれた緑の党の、2人いる議長の1人だった。当時緑の党ではローテーションのルールがあったため（議長の座をずっと務めてはいけない）、任期中であったにもかかわらず、その座を降りることとなった。

### コンサルタント、そして政治戦略家
EUのグリーンピースの代表を務めたのち、シュバルバホスはシルバナ・コフ・メーリン（現ヨーロッパ議会副議長）と共にConseille+Partnersというコンサルタント会社を立ち上げた。2002年から、独立政治分析家、または戦略化として、主に市民社会、維持可能な発展、エネルギーと環境改革、EUの組織的発展に関わっている。1989年から毎月、職業、文化、国籍など異なる経歴を持つ60~80人を一同に集めてカジュアルなディナーパーティーを開催し、ネットワーク作りに貢献している。2006年からは“権利・生活団体”（ヤコブ・フォン・ウエクスクル設立）の顧問委員会会員である。この会は毎年12月初めにストックホルムで開催されており、“第二のノーベル賞”と呼ばれている。2011年には欧州議会に携わる人間をまとめた「Stakeholders.eu」プロジェクトを発足し、欧州議会のより強固なネットワーク作りを支えている。

## 著書
- Fraktion der Grünen im Hessischen Landtag: Broschüre Die Würde einer Uniform ist antastbar- eine Dokumentation. August 1983
- Lothar Bembenek; Frank Schwalba-Hoth: Hessen hinter Stacheldraht, verdrängt und vergessen: KZs, Lager, Aussenkommandos, Frankfurt, Eichborn Verlag, 1984.
- Katja Ridderbusch: Der Tross von Brüssel, Wien, Czernin Verlag, 2006.
- Frank Schwalba-Hoth: Stakeholder.eu, The Directory for Brussels, Berlin, Lexxion Verlag, 2011